# Браженас, Пятрас
Пя́трас Браже́нас (лит. Petras Bražėnas; род. 1 января 1941, деревня Мажейкяй Молетской волости, ныне Молетский район) — литовский литературовед, литературный критик, эссеист, автор свыше двухсот научных статей, рецензий, эссе, нескольких монографий и сборников литературно-критических статей; профессор, лауреат Государственной премии Литовской ССР (1980).

## Биография
Родился в деревне Мажейкяй. Окончив среднюю школу в Молетай (1958), поступил на специальность литовский язык и литература в Вильнюсский государственный университет. Университет окончил в 1965 году. До 1970 года работал учителем в Молетай. В 1970-1976 годах был инструктором отдела культуры при ЦК КПЛ. С 1971 года выступал в печати с рецензиями на новинки литовской прозы.
С 1975 года член Союза писателей Литвы (СПЛ). В 1976—1986 годах — секретарь правления Союза писателей Литвы, в 1986—1990 годах — первый секретарь правления СПЛ. Состоял членом редколлегии еженедельника Союза писателей Литвы «Литература ир мянас» („Literatūra ir menas“; 1976—1990).
В 1978 году защитил диссертацию на соискание учёной степени кандидата филологических наук. С 1991 года преподает в Вильнюсском педагогическом университете (ВПУ), профессор кафедры литовской литературы. Читает бакалаврские и магистерские курсы («Литературный процесс в литовской литературе», «Классики литовской литературы (Пятрас Цвирка)», «Анализ литературоведческого текста» и другие). Некоторое время был с 1992 года деканом факультета литуанистики ВПУ, ныне член Совета факультета литуанистики ВПУ; член сената ВПУ с 1995 года.

## Научная и критическая деятельность
С 1971 года в литовской литературной печати публиковал рецензии на новейшие книги романов и повестей литовских писателей. Особенный интерес проявлял к прозе Юозаса Апутиса, Йонаса Авижюса, Витаутаса Бубниса, Ромуалдаса Кашаускаса, Миколаса Слуцкиса. С 1978 года кандидат филологических наук (ныне это степень доктора гуманитарных наук).
В круг научных интересов Браженаса входит прежде всего современная литовская проза и тенденции её развития. Придерживаясь социологизирующих установок официального советского литературоведения и критики, создал собственную теоретическую систему «художественной концепции человека». Она легла в основу поисков тех эстетических критериев, на которые можно опираться в оценках конкретных прозаических произведений.
С 1999 года член редколлегии научных трудов Вильнюсского педагогического университета по филологическим наукам «Жмогус ир жодис» („Žmogus ir žodis“, то есть «Человек и слово»). В монографии „Petras Cvirka“ (1998) реконструировал биографию Пятраса Цвирки, личность писателя, охарактеризовал рецепцию его творчества в критике и литературоведении.
Пятрас Браженас — один из немногих исследователей литературы, начавших свой творческий путь в советскую эпоху, но продолжающих и продуктивно работать в наши дни. Опубликовал свыше 200 научных статей, рецензий, эссе. Многим статьям Браженаса присуща эссеистичная манера.
В 2021 году награждён медалью ордена Великого князя Литовского Гядиминаса.

## Издания
- Ties dešimtmečių riba: kritikos etiudai. Vilnius: Vaga, 1974.
- Žmogus ir žodis prozoje: literatūros kritika. Vilnius: Vaga, 1978.
- Romano šiokiadieniai ir šventės: lit. kritika. Vilnius: Vaga, 1983.
- Petras Cvirka: monografija. Vilnius: Vaga, 1998.
- Prozos kūrinio analizė. Vilnius: VPU, 2001.
- Juozo Apučio kūryba: monografija. Vilnius: Lietuvos rašytojų sąjungos leidykla, 2007.